# Mayotte
Mayotte, polno ime Čezmorska skupnost Mayotte (francosko Collectivité départementale de Mayotte), je francoska čezmorska skupnost, ki jo sestavlja več otokov: Grande-Terre, Petite-Terre in več manjših otočkov.
Mayotte leži na severnem koncu Mozambiškega kanala, med Madagaskarjem in Mozambikom. Področje geografsko sodi h Komorom, politično pa je ločeno od sedemdesetih let. 29. marca 2009 so prebivalci na referendumu z veliko večino izglasovali spremembo statusa v čezmorski departma Francije.